# Отказ от ребёнка
Отка́з от воспита́ния ребёнка — процедура добровольного отказа родителей от родительских прав.
На жаргоне медицинских и социальных работников «отказной» ребёнок, то есть такой, от воспитания и содержания которого официально отказались при рождении родители, называется «отказник». Российские волонтёры называют отказниками тех сирот, которые не попали в детские воспитательные учреждения и остались жить в больницах.
Чаще случается так, что отказывается от ребёнка одинокая мать. В родильном доме или в больнице женщина пишет заявление об отказе от родительских прав, перелагая заботу о новорождённом на государство. В отличие от подкидышей или сирот, родители отказников официально известны. Получив статус «отказного», ребёнок должен быть направлен в сиротское учреждение или передан в семью, однако, из-за задержек в оформлении документов, нехватки специализированных учреждений и отсутствия мест в них, дети остаются жить в больницах. Типичным обоснованием такого шага является болезнь ребёнка. Но нередко отказываются и от вполне здоровых детей: из-за скудости материального положения, бытовой неустроенности или несовершеннолетние матери — из страха перед гонениями за нежелательную беременность.
Законодательством не предусмотрены воспитание и финансирование больничных отказников. Дети испытывают серьёзный дефицит внимания и общения, что приводит к так называемому эмоциональному голоду, большую часть времени лежат в кроватках, практически не бывают на улице, недостаточно обеспечены личными вещами, гигиеническими принадлежностями, средствами по уходу.
На сегодняшний день, кроме персонала больниц, официально заниматься и ухаживать за отказниками в больницах разрешено лишь прошедшим специальную школу сёстрам милосердия. Отказников в последующей жизни зачастую встречают жестокое обращение, притеснения и презрение. Долгое время, проводимое в замкнутом пространстве больниц, отрицательно сказывается на умственном и психическом развитии этих детей.
Психологи предостерегают от ужесточения законов в сторону препятствия такому волеизъявлению матери. Перед лицом ещё большей угрозы ребёнку — убийства, которое и сегодня случается по тем же причинам что и описывалось ранее.

## Статистика
По данным Департамента государственной политики в сфере воспитания,
дополнительного образования и социальной защиты детей РФ, опубликованным в 2007 году, в больницах, приютах и других учреждениях временного пребывания России находятся 11 388 детей-сирот.
В России 2245 родильных домов и отделений. Количество ежегодных отказов от детей от 10 до 11 тысяч. Таким образом, на один родильный дом приходится около пяти отказов в год. В городах количество отказов выше, чем в сельской местности.
В 2008 году в московских родильных домах матери оставили более 550 малышей. При этом каждая третья мать не заявила в письменной форме о своем отказе от родительских прав и не дала согласия на усыновление рождённого ею ребёнка, что задерживает устройство детей в семью и не позволяет им пользоваться льготами и гарантиями для детей, оставшихся без попечения родителей.